# Lista di asteroidi (588001-589000)
Di seguito una lista di asteroidi dal numero 588001  al 589000 con data di scoperta e scopritore.

## 588001–588100
| Nome   | Designazione provvisoria | Data di scoperta  | Scopritore                 |
| ------ | ------------------------ | ----------------- | -------------------------- |
| 588001 | 2007 EC106               | 11 marzo 2007     | Spacewatch                 |
| 588002 | 2007 EJ106               | 11 marzo 2007     | Spacewatch                 |
| 588003 | 2007 EY107               | 11 marzo 2007     | Spacewatch                 |
| 588004 | 2007 EW109               | 11 marzo 2007     | Spacewatch                 |
| 588005 | 2007 EB110               | 11 marzo 2007     | Spacewatch                 |
| 588006 | 2007 EX113               | 12 marzo 2007     | Mount Lemmon Survey        |
| 588007 | 2007 ES121               | 14 marzo 2007     | Mount Lemmon Survey        |
| 588008 | 2007 EP124               | 1 novembre 2000   | Spacewatch                 |
| 588009 | 2007 EP126               | 27 gennaio 2007   | Mount Lemmon Survey        |
| 588010 | 2007 ED134               | 9 marzo 2007      | Spacewatch                 |
| 588011 | 2007 ER138               | 7 febbraio 2007   | Spacewatch                 |
| 588012 | 2007 EW143               | 12 marzo 2007     | Spacewatch                 |
| 588013 | 2007 EY144               | 12 marzo 2007     | Mount Lemmon Survey        |
| 588014 | 2007 EM156               | 17 settembre 2003 | Spacewatch                 |
| 588015 | 2007 EV157               | 7 marzo 2003      | J. Dellinger, W. G. Dillon |
| 588016 | 2007 ER158               | 23 febbraio 2007  | Mount Lemmon Survey        |
| 588017 | 2007 EZ160               | 14 marzo 2007     | Spacewatch                 |
| 588018 | 2007 ER164               | 15 marzo 2007     | Spacewatch                 |
| 588019 | 2007 ER183               | 12 marzo 2007     | Mount Lemmon Survey        |
| 588020 | 2007 EG184               | 12 marzo 2007     | Mount Lemmon Survey        |
| 588021 | 2007 EF189               | 13 marzo 2007     | Mount Lemmon Survey        |
| 588022 | 2007 EA193               | 14 marzo 2007     | Spacewatch                 |
| 588023 | 2007 EA203               | 25 gennaio 2007   | Spacewatch                 |
| 588024 | 2007 EC221               | 13 marzo 2007     | Spacewatch                 |
| 588025 | 2007 EH227               | 15 marzo 2007     | Mount Lemmon Survey        |
| 588026 | 2007 EM227               | 31 gennaio 2012   | Spacewatch                 |
| 588027 | 2007 ER227               | 2 novembre 2010   | Mount Lemmon Survey        |
| 588028 | 2007 EP228               | 8 febbraio 2002   | NEAT                       |
| 588029 | 2007 EF231               | 11 marzo 1996     | Spacewatch                 |
| 588030 | 2007 EN231               | 31 agosto 2017    | Pan-STARRS                 |
| 588031 | 2007 EX231               | 11 dicembre 2013  | Pan-STARRS                 |
| 588032 | 2007 EL233               | 14 marzo 2007     | Mount Lemmon Survey        |
| 588033 | 2007 EY233               | 14 marzo 2013     | Spacewatch                 |
| 588034 | 2007 EE235               | 16 febbraio 2015  | Pan-STARRS                 |
| 588035 | 2007 EB237               | 4 gennaio 2012    | Mount Lemmon Survey        |
| 588036 | 2007 EE237               | 26 gennaio 2012   | Mount Lemmon Survey        |
| 588037 | 2007 EE238               | 12 marzo 2007     | CSS                        |
| 588038 | 2007 EN238               | 9 marzo 2007      | Spacewatch                 |
| 588039 | 2007 EP239               | 13 marzo 2007     | Spacewatch                 |
| 588040 | 2007 EC242               | 10 marzo 2007     | Mount Lemmon Survey        |
| 588041 | 2007 FO5                 | 16 marzo 2007     | Spacewatch                 |
| 588042 | 2007 FL8                 | 16 marzo 2007     | Spacewatch                 |
| 588043 | 2007 FN9                 | 16 marzo 2007     | Spacewatch                 |
| 588044 | 2007 FM14                | 19 marzo 2007     | Mount Lemmon Survey        |
| 588045 | 2007 FZ18                | 21 febbraio 2007  | Mount Lemmon Survey        |
| 588046 | 2007 FE19                | 9 marzo 2007      | Mount Lemmon Survey        |
| 588047 | 2007 FG19                | 20 marzo 2007     | Mount Lemmon Survey        |
| 588048 | 2007 FW24                | 10 marzo 2007     | Mount Lemmon Survey        |
| 588049 | 2007 FO44                | 26 marzo 2007     | Mount Lemmon Survey        |
| 588050 | 2007 FS45                | 16 marzo 2007     | B. Dintinjana              |
| 588051 | 2007 FT48                | 26 marzo 2007     | Spacewatch                 |
| 588052 | 2007 FN52                | 16 marzo 2007     | Mount Lemmon Survey        |
| 588053 | 2007 FG53                | 21 gennaio 2012   | CSS                        |
| 588054 | 2007 FJ53                | 17 marzo 2007     | LONEOS                     |
| 588055 | 2007 FZ53                | 25 marzo 2007     | Mount Lemmon Survey        |
| 588056 | 2007 FE54                | 10 febbraio 2015  | Spacewatch                 |
| 588057 | 2007 FP54                | 16 settembre 2009 | Mount Lemmon Survey        |
| 588058 | 2007 FP55                | 26 marzo 2007     | Mount Lemmon Survey        |
| 588059 | 2007 FW56                | 6 febbraio 2007   | Spacewatch                 |
| 588060 | 2007 FR57                | 11 settembre 2015 | Pan-STARRS                 |
| 588061 | 2007 FX59                | 16 marzo 2007     | Spacewatch                 |
| 588062 | 2007 FL60                | 16 marzo 2007     | Mount Lemmon Survey        |
| 588063 | 2007 FJ61                | 20 marzo 2007     | Mount Lemmon Survey        |
| 588064 | 2007 GM1                 | 8 aprile 2007     | W. Bickel                  |
| 588065 | 2007 GR12                | 11 aprile 2007    | Spacewatch                 |
| 588066 | 2007 GT12                | 11 marzo 2007     | Spacewatch                 |
| 588067 | 2007 GD13                | 11 marzo 2007     | Spacewatch                 |
| 588068 | 2007 GM46                | 14 aprile 2007    | Spacewatch                 |
| 588069 | 2007 GX51                | 15 marzo 2007     | Mount Lemmon Survey        |
| 588070 | 2007 GY58                | 15 aprile 2007    | Mount Lemmon Survey        |
| 588071 | 2007 GB67                | 15 aprile 2007    | Spacewatch                 |
| 588072 | 2007 GD68                | 11 marzo 2007     | Spacewatch                 |
| 588073 | 2007 GS68                | 26 marzo 2007     | Mount Lemmon Survey        |
| 588074 | 2007 GD72                | 11 aprile 2007    | Osservatorio di Mauna Kea  |
| 588075 | 2007 GF73                | 15 aprile 2007    | Spacewatch                 |
| 588076 | 2007 GF78                | 17 ottobre 2010   | Mount Lemmon Survey        |
| 588077 | 2007 GG79                | 2 novembre 2013   | Spacewatch                 |
| 588078 | 2007 GX79                | 15 aprile 2007    | Spacewatch                 |
| 588079 | 2007 GK81                | 14 aprile 2007    | Spacewatch                 |
| 588080 | 2007 GM81                | 15 aprile 2007    | Spacewatch                 |
| 588081 | 2007 HZ4                 | 15 aprile 2007    | Spacewatch                 |
| 588082 | 2007 HU8                 | 18 aprile 2007    | Mount Lemmon Survey        |
| 588083 | 2007 HF10                | 15 marzo 2007     | Spacewatch                 |
| 588084 | 2007 HN10                | 18 aprile 2007    | Mount Lemmon Survey        |
| 588085 | 2007 HR16                | 16 aprile 2007    | Mount Lemmon Survey        |
| 588086 | 2007 HH21                | 18 aprile 2007    | Spacewatch                 |
| 588087 | 2007 HN38                | 12 settembre 2004 | Spacewatch                 |
| 588088 | 2007 HJ43                | 15 marzo 2007     | Mount Lemmon Survey        |
| 588089 | 2007 HM55                | 22 aprile 2007    | Spacewatch                 |
| 588090 | 2007 HO63                | 22 aprile 2007    | Mount Lemmon Survey        |
| 588091 | 2007 HD66                | 22 aprile 2007    | Mount Lemmon Survey        |
| 588092 | 2007 HM77                | 23 aprile 2007    | Spacewatch                 |
| 588093 | 2007 HE79                | 23 aprile 2007    | CSS                        |
| 588094 | 2007 HV81                | 25 aprile 2007    | Spacewatch                 |
| 588095 | 2007 HX88                | 22 aprile 2007    | Spacewatch                 |
| 588096 | 2007 HG91                | 18 aprile 2007    | Mount Lemmon Survey        |
| 588097 | 2007 HG97                | 22 aprile 2007    | CSS                        |
| 588098 | 2007 HH100               | 25 aprile 2007    | Mount Lemmon Survey        |
| 588099 | 2007 HK101               | 23 aprile 2007    | Mount Lemmon Survey        |
| 588100 | 2007 HW101               | 13 aprile 2013    | Spacewatch                 |

## 588101–588200
| Nome             | Designazione provvisoria | Data di scoperta  | Scopritore               |
| ---------------- | ------------------------ | ----------------- | ------------------------ |
| 588101           | 2007 HQ104               | 22 settembre 2017 | Pan-STARRS               |
| 588102           | 2007 HW106               | 22 aprile 2007    | Spacewatch               |
| 588103           | 2007 HU109               | 4 marzo 2017      | Pan-STARRS               |
| 588104           | 2007 HO110               | 25 aprile 2007    | Spacewatch               |
| 588105           | 2007 HS110               | 18 aprile 2007    | Spacewatch               |
| 588106           | 2007 HL111               | 22 aprile 2007    | Mount Lemmon Survey      |
| 588107           | 2007 HU111               | 26 aprile 2007    | Spacewatch               |
| 588108 Boteropop | 2007 JX                  | 8 maggio 2007     | J.-C. Merlin             |
| 588109           | 2007 JF8                 | 22 aprile 2007    | Mount Lemmon Survey      |
| 588110           | 2007 JN19                | 18 marzo 2007     | Spacewatch               |
| 588111           | 2007 JV24                | 9 maggio 2007     | Mount Lemmon Survey      |
| 588112           | 2007 JN30                | 7 maggio 2007     | Osservatorio Lulin       |
| 588113           | 2007 JH41                | 10 maggio 2007    | Spacewatch               |
| 588114           | 2007 JM47                | 20 settembre 2011 | Spacewatch               |
| 588115           | 2007 JL48                | 13 maggio 2007    | Spacewatch               |
| 588116           | 2007 JZ48                | 22 agosto 2014    | Pan-STARRS               |
| 588117           | 2007 JJ50                | 27 novembre 2009  | Mount Lemmon Survey      |
| 588118           | 2007 JM51                | 13 maggio 2007    | Spacewatch               |
| 588119           | 2007 KS                  | 16 maggio 2007    | Mount Lemmon Survey      |
| 588120           | 2007 KU11                | 25 maggio 2007    | Mount Lemmon Survey      |
| 588121           | 2007 LU4                 | 21 settembre 2003 | Spacewatch               |
| 588122           | 2007 LQ13                | 13 maggio 2007    | Spacewatch               |
| 588123           | 2007 LH22                | 13 giugno 2007    | Spacewatch               |
| 588124           | 2007 LQ25                | 14 giugno 2007    | Spacewatch               |
| 588125           | 2007 LF39                | 21 febbraio 2013  | Pan-STARRS               |
| 588126           | 2007 MR1                 | 24 aprile 2007    | Mount Lemmon Survey      |
| 588127           | 2007 MV4                 | 25 maggio 2007    | Mount Lemmon Survey      |
| 588128           | 2007 MM7                 | 25 maggio 2007    | Mount Lemmon Survey      |
| 588129           | 2007 MV16                | 18 maggio 2007    | Spacewatch               |
| 588130           | 2007 MT19                | 21 giugno 2007    | Mount Lemmon Survey      |
| 588131           | 2007 MD23                | 22 giugno 2007    | Spacewatch               |
| 588132           | 2007 MC28                | 19 febbraio 2015  | Pan-STARRS               |
| 588133           | 2007 MH28                | 11 agosto 2012    | SSS                      |
| 588134           | 2007 MM28                | 4 gennaio 2013    | Spacewatch               |
| 588135           | 2007 MT29                | 5 settembre 2008  | Spacewatch               |
| 588136           | 2007 MA30                | 24 dicembre 2011  | Mount Lemmon Survey      |
| 588137           | 2007 PG2                 | 3 agosto 2007     | Osservatorio di La Silla |
| 588138           | 2007 PW4                 | 9 agosto 2007     | Spacewatch               |
| 588139           | 2007 PT19                | 9 agosto 2007     | Spacewatch               |
| 588140           | 2007 PF38                | 13 agosto 2007    | SSS                      |
| 588141           | 2007 PD51                | 8 agosto 2007     | SSS                      |
| 588142           | 2007 PR53                | 4 marzo 2005      | Mount Lemmon Survey      |
| 588143           | 2007 QG5                 | 30 maggio 2002    | NEAT                     |
| 588144           | 2007 QW11                | 23 agosto 2007    | Spacewatch               |
| 588145           | 2007 RO8                 | 8 settembre 2007  | G. Hug                   |
| 588146           | 2007 RV18                | 12 settembre 2007 | F. Kugel                 |
| 588147           | 2007 RH28                | 4 settembre 2007  | CSS                      |
| 588148           | 2007 RJ30                | 5 settembre 2007  | Mount Lemmon Survey      |
| 588149           | 2007 RV39                | 9 settembre 2007  | Spacewatch               |
| 588150           | 2007 RS55                | 9 settembre 2007  | Spacewatch               |
| 588151           | 2007 RH65                | 7 febbraio 2006   | Spacewatch               |
| 588152           | 2007 RS67                | 10 settembre 2007 | Spacewatch               |
| 588153           | 2007 RG72                | 10 settembre 2007 | Spacewatch               |
| 588154           | 2007 RC89                | 10 settembre 2007 | Mount Lemmon Survey      |
| 588155           | 2007 RY113               | 11 settembre 2007 | Spacewatch               |
| 588156           | 2007 RX116               | 11 settembre 2007 | Spacewatch               |
| 588157           | 2007 RY133               | 11 settembre 2007 | Mount Lemmon Survey      |
| 588158           | 2007 RT134               | 25 ottobre 2003   | Spacewatch               |
| 588159           | 2007 RN156               | 24 agosto 2007    | Spacewatch               |
| 588160           | 2007 RZ158               | 12 settembre 2007 | Mount Lemmon Survey      |
| 588161           | 2007 RO159               | 12 settembre 2007 | Mount Lemmon Survey      |
| 588162           | 2007 RS163               | 10 settembre 2007 | Spacewatch               |
| 588163           | 2007 RY171               | 10 settembre 2007 | Spacewatch               |
| 588164           | 2007 RO175               | 10 settembre 2007 | Spacewatch               |
| 588165           | 2007 RW176               | 10 settembre 2007 | Mount Lemmon Survey      |
| 588166           | 2007 RL178               | 10 settembre 2007 | Spacewatch               |
| 588167           | 2007 RQ186               | 13 settembre 2007 | Mount Lemmon Survey      |
| 588168           | 2007 RX187               | 19 ottobre 2003   | Spacewatch               |
| 588169           | 2007 RZ190               | 11 settembre 2007 | Spacewatch               |
| 588170           | 2007 RR211               | 11 settembre 2007 | Spacewatch               |
| 588171           | 2007 RK214               | 12 settembre 2007 | Spacewatch               |
| 588172           | 2007 RX216               | 10 settembre 2007 | Spacewatch               |
| 588173           | 2007 RU220               | 14 settembre 2007 | Mount Lemmon Survey      |
| 588174           | 2007 RX254               | 25 febbraio 2006  | Mount Lemmon Survey      |
| 588175           | 2007 RN263               | 18 luglio 2007    | Mount Lemmon Survey      |
| 588176           | 2007 RJ264               | 15 settembre 2007 | Mount Lemmon Survey      |
| 588177           | 2007 RR266               | 14 settembre 2007 | LONEOS                   |
| 588178           | 2007 RJ272               | 15 settembre 2007 | Spacewatch               |
| 588179           | 2007 RF290               | 9 settembre 2007  | Spacewatch               |
| 588180           | 2007 RK302               | 14 settembre 2007 | CSS                      |
| 588181           | 2007 RH319               | 12 settembre 2007 | LONEOS                   |
| 588182           | 2007 RL329               | 3 settembre 2007  | CSS                      |
| 588183           | 2007 RF331               | 12 settembre 2007 | Mount Lemmon Survey      |
| 588184           | 2007 RF333               | 14 settembre 2007 | Spacewatch               |
| 588185           | 2007 RG333               | 14 settembre 2007 | Spacewatch               |
| 588186           | 2007 RC334               | 10 settembre 2007 | Mount Lemmon Survey      |
| 588187           | 2007 RE335               | 10 ottobre 2012   | Pan-STARRS               |
| 588188           | 2007 RX338               | 10 gennaio 2013   | Pan-STARRS               |
| 588189           | 2007 RL342               | 11 settembre 2007 | Spacewatch               |
| 588190           | 2007 RO343               | 14 settembre 2007 | Mount Lemmon Survey      |
| 588191           | 2007 RZ350               | 21 settembre 2012 | Spacewatch               |
| 588192           | 2007 RJ351               | 25 gennaio 2014   | Pan-STARRS               |
| 588193           | 2007 RJ355               | 12 settembre 2007 | Mount Lemmon Survey      |
| 588194           | 2007 RK356               | 12 settembre 2007 | Mount Lemmon Survey      |
| 588195           | 2007 RE357               | 10 settembre 2007 | Spacewatch               |
| 588196           | 2007 RQ366               | 11 settembre 2007 | Mount Lemmon Survey      |
| 588197           | 2007 SF2                 | 15 settembre 2007 | Osservatorio Lulin       |
| 588198           | 2007 SW7                 | 18 settembre 2007 | Spacewatch               |
| 588199           | 2007 SZ24                | 26 settembre 2007 | Mount Lemmon Survey      |
| 588200           | 2007 SF25                | 9 settembre 2007  | Spacewatch               |

## 588201–588300
| Nome           | Designazione provvisoria | Data di scoperta  | Scopritore          |
| -------------- | ------------------------ | ----------------- | ------------------- |
| 588201         | 2007 SN25                | 18 settembre 2007 | Spacewatch          |
| 588202         | 2007 SP25                | 19 marzo 2001     | SDSS Collaboration  |
| 588203         | 2007 SF26                | 26 settembre 2007 | Mount Lemmon Survey |
| 588204         | 2007 SV27                | 18 settembre 2007 | Mount Lemmon Survey |
| 588205         | 2007 SA28                | 19 settembre 2007 | Spacewatch          |
| 588206         | 2007 SF29                | 19 settembre 2007 | Spacewatch          |
| 588207         | 2007 SK29                | 24 settembre 2007 | Spacewatch          |
| 588208         | 2007 TQ6                 | 6 ottobre 2007    | F. Kugel            |
| 588209         | 2007 TT13                | 6 ottobre 2007    | W. Bickel           |
| 588210         | 2007 TA16                | 6 ottobre 2007    | R. Holmes           |
| 588211         | 2007 TJ44                | 7 ottobre 2007    | Spacewatch          |
| 588212         | 2007 TY49                | 4 ottobre 2007    | Spacewatch          |
| 588213         | 2007 TX63                | 7 ottobre 2007    | Mount Lemmon Survey |
| 588214         | 2007 TV71                | 13 ottobre 2007   | W. Bickel           |
| 588215         | 2007 TK85                | 8 ottobre 2007    | Mount Lemmon Survey |
| 588216         | 2007 TU92                | 14 novembre 1998  | Spacewatch          |
| 588217         | 2007 TY99                | 8 ottobre 2007    | Spacewatch          |
| 588218         | 2007 TR120               | 4 ottobre 2007    | Spacewatch          |
| 588219         | 2007 TG167               | 12 ottobre 2007   | LINEAR              |
| 588220         | 2007 TY174               | 4 ottobre 2007    | Spacewatch          |
| 588221         | 2007 TO177               | 6 ottobre 2007    | Spacewatch          |
| 588222         | 2007 TM195               | 7 ottobre 2007    | Mount Lemmon Survey |
| 588223         | 2007 TL197               | 24 agosto 2007    | Spacewatch          |
| 588224         | 2007 TW198               | 2 aprile 2005     | Mount Lemmon Survey |
| 588225         | 2007 TA201               | 8 ottobre 2007    | Spacewatch          |
| 588226         | 2007 TF225               | 11 ottobre 2007   | Spacewatch          |
| 588227         | 2007 TR228               | 8 ottobre 2007    | Spacewatch          |
| 588228         | 2007 TQ238               | 10 ottobre 2007   | Mount Lemmon Survey |
| 588229         | 2007 TJ243               | 8 ottobre 2007    | CSS                 |
| 588230         | 2007 TW247               | 6 aprile 2005     | Spacewatch          |
| 588231         | 2007 TV250               | 11 ottobre 2007   | Mount Lemmon Survey |
| 588232         | 2007 TC258               | 13 settembre 2007 | Mount Lemmon Survey |
| 588233         | 2007 TY258               | 14 settembre 2007 | Mount Lemmon Survey |
| 588234         | 2007 TH260               | 14 settembre 2007 | Mount Lemmon Survey |
| 588235         | 2007 TC261               | 10 ottobre 2007   | Spacewatch          |
| 588236         | 2007 TM264               | 11 ottobre 2007   | Spacewatch          |
| 588237         | 2007 TM267               | 9 ottobre 2007    | Spacewatch          |
| 588238         | 2007 TV271               | 9 ottobre 2007    | Spacewatch          |
| 588239         | 2007 TR276               | 11 ottobre 2007   | Mount Lemmon Survey |
| 588240         | 2007 TK292               | 12 ottobre 2007   | Mount Lemmon Survey |
| 588241         | 2007 TB298               | 14 settembre 2007 | Mount Lemmon Survey |
| 588242         | 2007 TQ300               | 12 ottobre 2007   | Spacewatch          |
| 588243         | 2007 TP306               | 9 maggio 2006     | Mount Lemmon Survey |
| 588244         | 2007 TA312               | 11 ottobre 2007   | Mount Lemmon Survey |
| 588245         | 2007 TD317               | 12 ottobre 2007   | Spacewatch          |
| 588246         | 2007 TG319               | 12 ottobre 2007   | Spacewatch          |
| 588247         | 2007 TF330               | 11 ottobre 2007   | Spacewatch          |
| 588248         | 2007 TV336               | 23 agosto 2007    | Spacewatch          |
| 588249         | 2007 TU339               | 11 settembre 2007 | Mount Lemmon Survey |
| 588250         | 2007 TJ341               | 9 ottobre 2007    | Mount Lemmon Survey |
| 588251         | 2007 TZ347               | 15 ottobre 2007   | Mount Lemmon Survey |
| 588252         | 2007 TJ351               | 13 settembre 2007 | Mount Lemmon Survey |
| 588253         | 2007 TH360               | 12 febbraio 2002  | Spacewatch          |
| 588254         | 2007 TP360               | 15 ottobre 2007   | Mount Lemmon Survey |
| 588255 Hantang | 2007 TQ376               | 21 settembre 2007 | XuYi                |
| 588256         | 2007 TR377               | 11 ottobre 2007   | Spacewatch          |
| 588257         | 2007 TB390               | 14 ottobre 2007   | Spacewatch          |
| 588258         | 2007 TP396               | 15 ottobre 2007   | Spacewatch          |
| 588259         | 2007 TE438               | 13 ottobre 2007   | Spacewatch          |
| 588260         | 2007 TB443               | 11 ottobre 2007   | CSS                 |
| 588261         | 2007 TG445               | 15 ottobre 2007   | Mount Lemmon Survey |
| 588262         | 2007 TG449               | 9 ottobre 2007    | Spacewatch          |
| 588263         | 2007 TB460               | 24 settembre 2008 | Spacewatch          |
| 588264         | 2007 TG460               | 10 aprile 2002    | LINEAR              |
| 588265         | 2007 TH460               | 9 ottobre 2007    | Spacewatch          |
| 588266         | 2007 TR461               | 10 ottobre 2007   | Spacewatch          |
| 588267         | 2007 TO462               | 12 ottobre 2007   | Spacewatch          |
| 588268         | 2007 TB463               | 10 ottobre 2007   | Spacewatch          |
| 588269         | 2007 TL463               | 15 aprile 2013    | Pan-STARRS          |
| 588270         | 2007 TA467               | 26 febbraio 2014  | Pan-STARRS          |
| 588271         | 2007 TE467               | 1 gennaio 2012    | Mount Lemmon Survey |
| 588272         | 2007 TM467               | 20 gennaio 2014   | Mount Lemmon Survey |
| 588273         | 2007 TH469               | 12 ottobre 2007   | Mount Lemmon Survey |
| 588274         | 2007 TT470               | 8 aprile 2010     | Mount Lemmon Survey |
| 588275         | 2007 TX473               | 7 ottobre 2007    | Mount Lemmon Survey |
| 588276         | 2007 TA474               | 15 ottobre 2007   | Spacewatch          |
| 588277         | 2007 TF474               | 29 dicembre 2008  | Spacewatch          |
| 588278         | 2007 TV478               | 17 ottobre 2012   | Mount Lemmon Survey |
| 588279         | 2007 TT479               | 7 ottobre 2007    | Mount Lemmon Survey |
| 588280         | 2007 TC481               | 10 ottobre 2007   | Mount Lemmon Survey |
| 588281         | 2007 TO481               | 10 ottobre 2007   | Mount Lemmon Survey |
| 588282         | 2007 TQ481               | 9 ottobre 2007    | Mount Lemmon Survey |
| 588283         | 2007 TX483               | 12 ottobre 2007   | Spacewatch          |
| 588284         | 2007 TM484               | 4 ottobre 2007    | Spacewatch          |
| 588285         | 2007 TO491               | 7 ottobre 2007    | Mount Lemmon Survey |
| 588286         | 2007 UE12                | 24 marzo 2006     | Mount Lemmon Survey |
| 588287         | 2007 UD27                | 16 ottobre 2007   | Mount Lemmon Survey |
| 588288         | 2007 US30                | 19 ottobre 2007   | CSS                 |
| 588289         | 2007 UF44                | 9 ottobre 2007    | Spacewatch          |
| 588290         | 2007 UV47                | 19 ottobre 2007   | Osservatorio Lulin  |
| 588291         | 2007 UU68                | 30 ottobre 2007   | Mount Lemmon Survey |
| 588292         | 2007 UU110               | 12 ottobre 2007   | Spacewatch          |
| 588293         | 2007 UE118               | 8 ottobre 2007    | Spacewatch          |
| 588294         | 2007 UB131               | 20 ottobre 2007   | Mount Lemmon Survey |
| 588295         | 2007 UA144               | 17 ottobre 2007   | Mount Lemmon Survey |
| 588296         | 2007 UW146               | 17 ottobre 2012   | Pan-STARRS          |
| 588297         | 2007 UE148               | 20 ottobre 2007   | Mount Lemmon Survey |
| 588298         | 2007 UV151               | 24 ottobre 2007   | Mount Lemmon Survey |
| 588299         | 2007 UN153               | 8 dicembre 2012   | Mount Lemmon Survey |
| 588300         | 2007 UP155               | 16 ottobre 2007   | Mount Lemmon Survey |

## 588301–588400
| Nome   | Designazione provvisoria | Data di scoperta  | Scopritore          |
| ------ | ------------------------ | ----------------- | ------------------- |
| 588301 | 2007 UE156               | 20 ottobre 2007   | Mount Lemmon Survey |
| 588302 | 2007 UL158               | 21 ottobre 2007   | Mount Lemmon Survey |
| 588303 | 2007 UN158               | 18 ottobre 2007   | Mount Lemmon Survey |
| 588304 | 2007 UT161               | 20 ottobre 2007   | Mount Lemmon Survey |
| 588305 | 2007 VR10                | 9 ottobre 2007    | Spacewatch          |
| 588306 | 2007 VQ14                | 10 maggio 2005    | Mount Lemmon Survey |
| 588307 | 2007 VH16                | 1 novembre 2007   | Spacewatch          |
| 588308 | 2007 VF23                | 12 ottobre 2007   | Spacewatch          |
| 588309 | 2007 VK24                | 8 ottobre 2007    | Mount Lemmon Survey |
| 588310 | 2007 VB31                | 2 novembre 2007   | Spacewatch          |
| 588311 | 2007 VA70                | 8 ottobre 2007    | Mount Lemmon Survey |
| 588312 | 2007 VC90                | 19 ottobre 2007   | Osservatorio Lulin  |
| 588313 | 2007 VG99                | 8 ottobre 2007    | Mount Lemmon Survey |
| 588314 | 2007 VN109               | 3 novembre 2007   | Spacewatch          |
| 588315 | 2007 VU111               | 3 novembre 2007   | Spacewatch          |
| 588316 | 2007 VL117               | 3 novembre 2007   | Spacewatch          |
| 588317 | 2007 VU127               | 1 novembre 2007   | Mount Lemmon Survey |
| 588318 | 2007 VF128               | 1 novembre 2007   | Mount Lemmon Survey |
| 588319 | 2007 VS140               | 28 agosto 2003    | NEAT                |
| 588320 | 2007 VQ144               | 4 novembre 2007   | Spacewatch          |
| 588321 | 2007 VT151               | 25 marzo 2006     | Spacewatch          |
| 588322 | 2007 VQ154               | 9 ottobre 2007    | Spacewatch          |
| 588323 | 2007 VR158               | 5 novembre 2007   | Spacewatch          |
| 588324 | 2007 VQ169               | 5 novembre 2007   | Spacewatch          |
| 588325 | 2007 VE174               | 3 novembre 2007   | Mount Lemmon Survey |
| 588326 | 2007 VN178               | 6 ottobre 2007    | Spacewatch          |
| 588327 | 2007 VZ187               | 13 novembre 2007  | CSS                 |
| 588328 | 2007 VY209               | 8 novembre 2007   | Spacewatch          |
| 588329 | 2007 VH229               | 7 novembre 2007   | Spacewatch          |
| 588330 | 2007 VA246               | 14 luglio 1997    | Spacewatch          |
| 588331 | 2007 VU252               | 20 ottobre 2007   | Mount Lemmon Survey |
| 588332 | 2007 VC257               | 2 novembre 2007   | Mount Lemmon Survey |
| 588333 | 2007 VO263               | 1 novembre 2007   | Spacewatch          |
| 588334 | 2007 VS279               | 3 novembre 2007   | Spacewatch          |
| 588335 | 2007 VU286               | 14 novembre 2007  | Spacewatch          |
| 588336 | 2007 VZ287               | 2 novembre 2007   | Spacewatch          |
| 588337 | 2007 VO291               | 2 novembre 2007   | Spacewatch          |
| 588338 | 2007 VU317               | 13 gennaio 2018   | Mount Lemmon Survey |
| 588339 | 2007 VJ327               | 10 settembre 2002 | NEAT                |
| 588340 | 2007 VK342               | 2 novembre 2007   | Spacewatch          |
| 588341 | 2007 VN342               | 12 novembre 2007  | CSS                 |
| 588342 | 2007 VK344               | 4 aprile 2014     | Mount Lemmon Survey |
| 588343 | 2007 VQ344               | 9 febbraio 2016   | Pan-STARRS          |
| 588344 | 2007 VU351               | 7 novembre 2007   | Spacewatch          |
| 588345 | 2007 VJ354               | 3 settembre 2016  | Mount Lemmon Survey |
| 588346 | 2007 VN368               | 8 novembre 2007   | Spacewatch          |
| 588347 | 2007 VB371               | 1 novembre 2007   | Mount Lemmon Survey |
| 588348 | 2007 WU1                 | 17 novembre 2007  | B. Christophe       |
| 588349 | 2007 WZ18                | 18 novembre 2007  | Mount Lemmon Survey |
| 588350 | 2007 WC22                | 17 novembre 2007  | Spacewatch          |
| 588351 | 2007 WL32                | 17 gennaio 2004   | Spacewatch          |
| 588352 | 2007 WE33                | 8 novembre 2007   | Spacewatch          |
| 588353 | 2007 WJ36                | 19 novembre 2007  | Mount Lemmon Survey |
| 588354 | 2007 WK36                | 2 novembre 2007   | Spacewatch          |
| 588355 | 2007 WW36                | 25 agosto 2003    | NEAT                |
| 588356 | 2007 WY37                | 19 novembre 2007  | Mount Lemmon Survey |
| 588357 | 2007 WZ71                | 18 novembre 2007  | Mount Lemmon Survey |
| 588358 | 2007 WS73                | 20 novembre 2007  | Spacewatch          |
| 588359 | 2007 XZ11                | 4 novembre 2007   | Spacewatch          |
| 588360 | 2007 XU12                | 4 dicembre 2007   | Spacewatch          |
| 588361 | 2007 XR23                | 15 settembre 2007 | Mount Lemmon Survey |
| 588362 | 2007 XB27                | 14 dicembre 2007  | Spacewatch          |
| 588363 | 2007 XT47                | 6 novembre 2007   | Mount Lemmon Survey |
| 588364 | 2007 XW49                | 8 maggio 2005     | Mount Lemmon Survey |
| 588365 | 2007 XP61                | 26 febbraio 2014  | Pan-STARRS          |
| 588366 | 2007 XM62                | 3 dicembre 2012   | Mount Lemmon Survey |
| 588367 | 2007 XO62                | 4 dicembre 2007   | Spacewatch          |
| 588368 | 2007 XA69                | 15 dicembre 2007  | Mount Lemmon Survey |
| 588369 | 2007 YY28                | 5 dicembre 2007   | Spacewatch          |
| 588370 | 2007 YO44                | 30 dicembre 2007  | Spacewatch          |
| 588371 | 2007 YX68                | 16 dicembre 2007  | Mount Lemmon Survey |
| 588372 | 2007 YV71                | 30 dicembre 2007  | Mount Lemmon Survey |
| 588373 | 2007 YH76                | 16 dicembre 2007  | Mount Lemmon Survey |
| 588374 | 2007 YV76                | 18 dicembre 2007  | Mount Lemmon Survey |
| 588375 | 2007 YX77                | 10 ottobre 2016   | Mount Lemmon Survey |
| 588376 | 2007 YJ78                | 24 dicembre 1992  | Spacewatch          |
| 588377 | 2007 YF79                | 19 novembre 2007  | Spacewatch          |
| 588378 | 2007 YP79                | 22 dicembre 2012  | Pan-STARRS          |
| 588379 | 2007 YQ79                | 26 agosto 2011    | K. Sárneczky        |
| 588380 | 2007 YS80                | 19 novembre 2007  | Spacewatch          |
| 588381 | 2007 YF84                | 7 marzo 2014      | Spacewatch          |
| 588382 | 2007 YO86                | 24 marzo 2014     | Pan-STARRS          |
| 588383 | 2007 YS87                | 13 febbraio 2012  | Pan-STARRS          |
| 588384 | 2007 YR89                | 30 dicembre 2007  | Spacewatch          |
| 588385 | 2007 YT90                | 30 dicembre 2007  | Mount Lemmon Survey |
| 588386 | 2007 YU90                | 30 dicembre 2007  | Mount Lemmon Survey |
| 588387 | 2007 YN91                | 18 dicembre 2007  | Mount Lemmon Survey |
| 588388 | 2007 YA93                | 16 dicembre 2007  | Mount Lemmon Survey |
| 588389 | 2008 AY9                 | 10 gennaio 2008   | Mount Lemmon Survey |
| 588390 | 2008 AU17                | 19 novembre 2007  | Mount Lemmon Survey |
| 588391 | 2008 AX17                | 10 gennaio 2008   | Spacewatch          |
| 588392 | 2008 AF22                | 24 settembre 2006 | Spacewatch          |
| 588393 | 2008 AB26                | 10 gennaio 2008   | Mount Lemmon Survey |
| 588394 | 2008 AN48                | 18 novembre 2007  | Spacewatch          |
| 588395 | 2008 AX54                | 11 gennaio 2008   | Spacewatch          |
| 588396 | 2008 AL60                | 11 gennaio 2008   | Spacewatch          |
| 588397 | 2008 AB64                | 11 gennaio 2008   | Spacewatch          |
| 588398 | 2008 AF67                | 11 gennaio 2008   | Spacewatch          |
| 588399 | 2008 AN75                | 30 aprile 2005    | Spacewatch          |
| 588400 | 2008 AP85                | 13 gennaio 2008   | Spacewatch          |

## 588401–588500
| Nome   | Designazione provvisoria | Data di scoperta  | Scopritore                |
| ------ | ------------------------ | ----------------- | ------------------------- |
| 588401 | 2008 AP87                | 30 dicembre 2007  | Spacewatch                |
| 588402 | 2008 AW87                | 13 gennaio 2008   | Spacewatch                |
| 588403 | 2008 AP92                | 1 gennaio 2008    | Spacewatch                |
| 588404 | 2008 AT94                | 21 ottobre 2003   | Spacewatch                |
| 588405 | 2008 AF96                | 11 novembre 2007  | Mount Lemmon Survey       |
| 588406 | 2008 AS109               | 15 gennaio 2008   | Spacewatch                |
| 588407 | 2008 AJ120               | 6 gennaio 2008    | Osservatorio di Mauna Kea |
| 588408 | 2008 AX120               | 6 gennaio 2008    | Osservatorio di Mauna Kea |
| 588409 | 2008 AQ130               | 30 gennaio 2008   | Mount Lemmon Survey       |
| 588410 | 2008 AQ139               | 11 gennaio 2008   | Mount Lemmon Survey       |
| 588411 | 2008 AA140               | 15 gennaio 2008   | Mount Lemmon Survey       |
| 588412 | 2008 AO140               | 13 gennaio 2008   | Mount Lemmon Survey       |
| 588413 | 2008 AO141               | 1 gennaio 2008    | Spacewatch                |
| 588414 | 2008 AN143               | 11 gennaio 2008   | Spacewatch                |
| 588415 | 2008 AR144               | 25 settembre 2016 | Pan-STARRS                |
| 588416 | 2008 AQ151               | 15 gennaio 2008   | Spacewatch                |
| 588417 | 2008 AJ155               | 1 gennaio 2008    | Spacewatch                |
| 588418 | 2008 BU14                | 28 gennaio 2008   | W. Ries                   |
| 588419 | 2008 BC18                | 30 gennaio 2008   | Mount Lemmon Survey       |
| 588420 | 2008 BG28                | 30 gennaio 2008   | Mount Lemmon Survey       |
| 588421 | 2008 BX59                | 18 gennaio 2008   | Mount Lemmon Survey       |
| 588422 | 2008 BZ59                | 18 gennaio 2008   | Mount Lemmon Survey       |
| 588423 | 2008 CK2                 | 16 novembre 2003  | CSS                       |
| 588424 | 2008 CD9                 | 2 febbraio 2008   | Mount Lemmon Survey       |
| 588425 | 2008 CK26                | 6 dicembre 2007   | Mount Lemmon Survey       |
| 588426 | 2008 CY34                | 2 febbraio 2008   | Spacewatch                |
| 588427 | 2008 CH35                | 2 febbraio 2008   | Spacewatch                |
| 588428 | 2008 CS42                | 2 febbraio 2008   | Spacewatch                |
| 588429 | 2008 CX48                | 19 dicembre 2007  | Mount Lemmon Survey       |
| 588430 | 2008 CL56                | 7 febbraio 2008   | Mount Lemmon Survey       |
| 588431 | 2008 CU58                | 7 febbraio 2008   | Mount Lemmon Survey       |
| 588432 | 2008 CM66                | 8 febbraio 2008   | Mount Lemmon Survey       |
| 588433 | 2008 CC79                | 14 febbraio 2004  | Spacewatch                |
| 588434 | 2008 CN80                | 7 febbraio 2008   | Spacewatch                |
| 588435 | 2008 CU82                | 13 gennaio 2008   | Spacewatch                |
| 588436 | 2008 CK98                | 31 agosto 2005    | Spacewatch                |
| 588437 | 2008 CH114               | 10 febbraio 2008  | Spacewatch                |
| 588438 | 2008 CP114               | 10 febbraio 2008  | Mount Lemmon Survey       |
| 588439 | 2008 CB122               | 7 febbraio 2008   | Mount Lemmon Survey       |
| 588440 | 2008 CT125               | 12 febbraio 2008  | Spacewatch                |
| 588441 | 2008 CF127               | 8 febbraio 2008   | Spacewatch                |
| 588442 | 2008 CL127               | 30 gennaio 2008   | Mount Lemmon Survey       |
| 588443 | 2008 CT134               | 8 febbraio 2008   | Mount Lemmon Survey       |
| 588444 | 2008 CS141               | 8 febbraio 2008   | Spacewatch                |
| 588445 | 2008 CJ154               | 9 febbraio 2008   | Spacewatch                |
| 588446 | 2008 CF156               | 9 febbraio 2008   | Spacewatch                |
| 588447 | 2008 CY160               | 2 ottobre 2006    | Mount Lemmon Survey       |
| 588448 | 2008 CJ161               | 10 febbraio 2008  | J. Lacruz                 |
| 588449 | 2008 CR162               | 2 febbraio 2008   | Spacewatch                |
| 588450 | 2008 CJ177               | 14 febbraio 2008  | E. Schwab, R. Kling       |
| 588451 | 2008 CC206               | 7 febbraio 2008   | Spacewatch                |
| 588452 | 2008 CF217               | 3 ottobre 2006    | Mount Lemmon Survey       |
| 588453 | 2008 CE219               | 2 febbraio 2008   | Mount Lemmon Survey       |
| 588454 | 2008 CZ219               | 18 gennaio 2013   | Spacewatch                |
| 588455 | 2008 CX220               | 12 febbraio 2008  | Spacewatch                |
| 588456 | 2008 CF222               | 12 febbraio 2008  | Mount Lemmon Survey       |
| 588457 | 2008 CP222               | 23 dicembre 2012  | Pan-STARRS                |
| 588458 | 2008 CF223               | 12 agosto 2013    | Pan-STARRS                |
| 588459 | 2008 CQ223               | 10 gennaio 2008   | Mount Lemmon Survey       |
| 588460 | 2008 CU223               | 19 marzo 2009     | Spacewatch                |
| 588461 | 2008 CW224               | 12 ottobre 2016   | Mount Lemmon Survey       |
| 588462 | 2008 CF235               | 3 ottobre 2010    | CSS                       |
| 588463 | 2008 CE237               | 7 febbraio 2008   | Spacewatch                |
| 588464 | 2008 CH237               | 14 marzo 2012     | Mount Lemmon Survey       |
| 588465 | 2008 CQ237               | 2 luglio 2013     | Pan-STARRS                |
| 588466 | 2008 CS238               | 8 febbraio 2008   | Spacewatch                |
| 588467 | 2008 CW238               | 9 febbraio 2008   | Spacewatch                |
| 588468 | 2008 CC239               | 2 febbraio 2008   | Mount Lemmon Survey       |
| 588469 | 2008 CQ240               | 13 febbraio 2008  | Mount Lemmon Survey       |
| 588470 | 2008 DE25                | 7 febbraio 2008   | Spacewatch                |
| 588471 | 2008 DX41                | 28 febbraio 2008  | Spacewatch                |
| 588472 | 2008 DH51                | 29 febbraio 2008  | Mount Lemmon Survey       |
| 588473 | 2008 DD52                | 29 febbraio 2008  | Mount Lemmon Survey       |
| 588474 | 2008 DB65                | 28 febbraio 2008  | Mount Lemmon Survey       |
| 588475 | 2008 DA71                | 29 febbraio 2008  | CSS                       |
| 588476 | 2008 DX72                | 26 febbraio 2008  | Mount Lemmon Survey       |
| 588477 | 2008 DR75                | 28 febbraio 2008  | Mount Lemmon Survey       |
| 588478 | 2008 DD77                | 28 febbraio 2008  | Mount Lemmon Survey       |
| 588479 | 2008 DM78                | 28 febbraio 2008  | Mount Lemmon Survey       |
| 588480 | 2008 DX84                | 28 febbraio 2008  | Mount Lemmon Survey       |
| 588481 | 2008 DE93                | 26 febbraio 2008  | Mount Lemmon Survey       |
| 588482 | 2008 DO95                | 29 febbraio 2008  | Mount Lemmon Survey       |
| 588483 | 2008 DB96                | 28 febbraio 2008  | Spacewatch                |
| 588484 | 2008 DC96                | 29 febbraio 2008  | Spacewatch                |
| 588485 | 2008 EN2                 | 1 marzo 2008      | Mount Lemmon Survey       |
| 588486 | 2008 EM3                 | 1 marzo 2008      | Mount Lemmon Survey       |
| 588487 | 2008 EY13                | 1 marzo 2008      | Spacewatch                |
| 588488 | 2008 EB17                | 13 ottobre 2005   | Spacewatch                |
| 588489 | 2008 ET31                | 14 settembre 2005 | Spacewatch                |
| 588490 | 2008 EX53                | 6 marzo 2008      | Mount Lemmon Survey       |
| 588491 | 2008 ET60                | 10 aprile 2003    | Spacewatch                |
| 588492 | 2008 EJ62                | 6 agosto 2005     | NEAT                      |
| 588493 | 2008 EP71                | 30 agosto 2005    | Spacewatch                |
| 588494 | 2008 EQ71                | 16 novembre 2006  | CSS                       |
| 588495 | 2008 EP80                | 15 gennaio 2008   | Mount Lemmon Survey       |
| 588496 | 2008 EN85                | 1 aprile 2003     | W. Bickel                 |
| 588497 | 2008 EE93                | 1 marzo 2008      | Spacewatch                |
| 588498 | 2008 EF93                | 1 marzo 2008      | Spacewatch                |
| 588499 | 2008 EN126               | 10 marzo 2008     | Spacewatch                |
| 588500 | 2008 EA127               | 10 marzo 2008     | Spacewatch                |

## 588501–588600
| Nome   | Designazione provvisoria | Data di scoperta  | Scopritore          |
| ------ | ------------------------ | ----------------- | ------------------- |
| 588501 | 2008 EH138               | 1 marzo 2008      | Spacewatch          |
| 588502 | 2008 ET138               | 11 marzo 2008     | Mount Lemmon Survey |
| 588503 | 2008 ED144               | 27 marzo 2008     | Mount Lemmon Survey |
| 588504 | 2008 EM172               | 25 novembre 2011  | Pan-STARRS          |
| 588505 | 2008 EP172               | 22 giugno 2014    | Spacewatch          |
| 588506 | 2008 EU172               | 24 ottobre 2011   | Pan-STARRS          |
| 588507 | 2008 EJ179               | 28 febbraio 2014  | Pan-STARRS          |
| 588508 | 2008 EH181               | 17 gennaio 2013   | Pan-STARRS          |
| 588509 | 2008 EU182               | 30 settembre 2006 | Mount Lemmon Survey |
| 588510 | 2008 EW182               | 18 gennaio 2013   | Mount Lemmon Survey |
| 588511 | 2008 EQ183               | 12 luglio 2015    | Pan-STARRS          |
| 588512 | 2008 EA184               | 6 giugno 2014     | Pan-STARRS          |
| 588513 | 2008 EJ186               | 13 novembre 2012  | Mount Lemmon Survey |
| 588514 | 2008 EC187               | 11 marzo 2008     | Mount Lemmon Survey |
| 588515 | 2008 ED188               | 5 marzo 2008      | Mount Lemmon Survey |
| 588516 | 2008 EH188               | 10 marzo 2008     | Mount Lemmon Survey |
| 588517 | 2008 EQ189               | 5 marzo 2008      | Mount Lemmon Survey |
| 588518 | 2008 EW189               | 10 febbraio 2008  | Mount Lemmon Survey |
| 588519 | 2008 ED190               | 1 marzo 2008      | Spacewatch          |
| 588520 | 2008 EO190               | 5 marzo 2008      | Spacewatch          |
| 588521 | 2008 EP191               | 7 marzo 2008      | Mount Lemmon Survey |
| 588522 | 2008 EU191               | 9 marzo 2008      | Mount Lemmon Survey |
| 588523 | 2008 EY191               | 8 marzo 2008      | Mount Lemmon Survey |
| 588524 | 2008 EA193               | 10 marzo 2008     | Spacewatch          |
| 588525 | 2008 FK1                 | 11 gennaio 2008   | Mount Lemmon Survey |
| 588526 | 2008 FD11                | 8 febbraio 2008   | Spacewatch          |
| 588527 | 2008 FL17                | 10 febbraio 2008  | Spacewatch          |
| 588528 | 2008 FK19                | 11 agosto 2004    | LINEAR              |
| 588529 | 2008 FN21                | 27 marzo 2008     | Spacewatch          |
| 588530 | 2008 FS34                | 13 febbraio 2008  | Mount Lemmon Survey |
| 588531 | 2008 FA45                | 8 marzo 2008      | Mount Lemmon Survey |
| 588532 | 2008 FL72                | 30 marzo 2008     | Spacewatch          |
| 588533 | 2008 FN78                | 28 gennaio 2017   | Pan-STARRS          |
| 588534 | 2008 FY79                | 10 marzo 2008     | Spacewatch          |
| 588535 | 2008 FN95                | 29 marzo 2008     | Mount Lemmon Survey |
| 588536 | 2008 FD103               | 30 marzo 2008     | Spacewatch          |
| 588537 | 2008 FM107               | 31 marzo 2008     | Spacewatch          |
| 588538 | 2008 FV111               | 31 marzo 2008     | Spacewatch          |
| 588539 | 2008 FT115               | 31 marzo 2008     | Mount Lemmon Survey |
| 588540 | 2008 FT119               | 11 marzo 2008     | Spacewatch          |
| 588541 | 2008 FA126               | 30 marzo 2008     | K. Sárneczky        |
| 588542 | 2008 FB132               | 31 marzo 2008     | Spacewatch          |
| 588543 | 2008 FL132               | 27 marzo 2008     | Mount Lemmon Survey |
| 588544 | 2008 FT138               | 7 settembre 2004  | Spacewatch          |
| 588545 | 2008 FM140               | 31 marzo 2008     | Spacewatch          |
| 588546 | 2008 FG142               | 31 marzo 2008     | Mount Lemmon Survey |
| 588547 | 2008 FS144               | 5 aprile 2014     | Pan-STARRS          |
| 588548 | 2008 FR146               | 27 marzo 2008     | Mount Lemmon Survey |
| 588549 | 2008 FL148               | 28 marzo 2008     | Mount Lemmon Survey |
| 588550 | 2008 GJ25                | 8 marzo 2008      | Spacewatch          |
| 588551 | 2008 GM28                | 3 aprile 2008     | Spacewatch          |
| 588552 | 2008 GS28                | 3 aprile 2008     | Spacewatch          |
| 588553 | 2008 GR36                | 3 aprile 2008     | Spacewatch          |
| 588554 | 2008 GV52                | 5 aprile 2008     | Mount Lemmon Survey |
| 588555 | 2008 GR54                | 5 aprile 2008     | Mount Lemmon Survey |
| 588556 | 2008 GB62                | 5 aprile 2008     | Mount Lemmon Survey |
| 588557 | 2008 GS63                | 13 novembre 2002  | NEAT                |
| 588558 | 2008 GQ75                | 7 aprile 2008     | Spacewatch          |
| 588559 | 2008 GC86                | 28 marzo 2008     | Mount Lemmon Survey |
| 588560 | 2008 GU90                | 13 settembre 2005 | Spacewatch          |
| 588561 | 2008 GF121               | 5 marzo 2008      | Mount Lemmon Survey |
| 588562 | 2008 GE135               | 1 aprile 2008     | Mount Lemmon Survey |
| 588563 | 2008 GD139               | 1 aprile 2008     | Mount Lemmon Survey |
| 588564 | 2008 GW149               | 16 dicembre 2011  | Mount Lemmon Survey |
| 588565 | 2008 GZ149               | 6 maggio 2014     | Pan-STARRS          |
| 588566 | 2008 GC151               | 19 febbraio 2013  | Spacewatch          |
| 588567 | 2008 GN151               | 8 aprile 2008     | Spacewatch          |
| 588568 | 2008 GA153               | 7 aprile 2008     | Spacewatch          |
| 588569 | 2008 GB155               | 19 ottobre 2016   | Mount Lemmon Survey |
| 588570 | 2008 GC155               | 5 marzo 2013      | Mount Lemmon Survey |
| 588571 | 2008 GF155               | 12 ottobre 2010   | Mount Lemmon Survey |
| 588572 | 2008 GJ157               | 12 marzo 2008     | Spacewatch          |
| 588573 | 2008 GW157               | 7 aprile 2008     | Spacewatch          |
| 588574 | 2008 GY157               | 7 marzo 2008      | Spacewatch          |
| 588575 | 2008 GJ158               | 30 dicembre 2011  | Spacewatch          |
| 588576 | 2008 GQ158               | 14 aprile 2008    | Mount Lemmon Survey |
| 588577 | 2008 GC159               | 5 aprile 2008     | Mount Lemmon Survey |
| 588578 | 2008 GQ160               | 15 aprile 2008    | Mount Lemmon Survey |
| 588579 | 2008 GR162               | 4 aprile 2008     | Mount Lemmon Survey |
| 588580 | 2008 GQ166               | 21 agosto 2015    | Pan-STARRS          |
| 588581 | 2008 GX167               | 21 dicembre 2006  | L. H. Wasserman     |
| 588582 | 2008 GS168               | 11 aprile 2008    | Mount Lemmon Survey |
| 588583 | 2008 GK169               | 3 aprile 2008     | Mount Lemmon Survey |
| 588584 | 2008 GA170               | 11 aprile 2008    | Mount Lemmon Survey |
| 588585 | 2008 HH11                | 24 aprile 2008    | Spacewatch          |
| 588586 | 2008 HK24                | 3 aprile 2008     | Mount Lemmon Survey |
| 588587 | 2008 HJ42                | 28 marzo 2008     | Mount Lemmon Survey |
| 588588 | 2008 HC48                | 11 ottobre 2006   | Spacewatch          |
| 588589 | 2008 HP57                | 30 aprile 2008    | Spacewatch          |
| 588590 | 2008 HL72                | 30 aprile 2008    | Mount Lemmon Survey |
| 588591 | 2008 HQ73                | 29 aprile 2012    | Mount Lemmon Survey |
| 588592 | 2008 HE74                | 25 aprile 2008    | Spacewatch          |
| 588593 | 2008 HM75                | 25 novembre 2011  | Pan-STARRS          |
| 588594 | 2008 HR75                | 15 dicembre 2014  | Mount Lemmon Survey |
| 588595 | 2008 HB77                | 29 aprile 2008    | Spacewatch          |
| 588596 | 2008 HF77                | 29 aprile 2008    | Spacewatch          |
| 588597 | 2008 JW8                 | 1 maggio 2008     | CSS                 |
| 588598 | 2008 JA9                 | 1 maggio 2008     | SSS                 |
| 588599 | 2008 JA17                | 3 maggio 2008     | Mount Lemmon Survey |
| 588600 | 2008 JG17                | 8 aprile 2008     | Spacewatch          |

## 588601–588700
| Nome   | Designazione provvisoria | Data di scoperta  | Scopritore                          |
| ------ | ------------------------ | ----------------- | ----------------------------------- |
| 588601 | 2008 JL18                | 4 maggio 2008     | Spacewatch                          |
| 588602 | 2008 JL30                | 3 maggio 2008     | Spacewatch                          |
| 588603 | 2008 JT42                | 12 maggio 2008    | SSS                                 |
| 588604 | 2008 JV43                | 14 maggio 2008    | Mount Lemmon Survey                 |
| 588605 | 2008 JA44                | 7 ottobre 2016    | Mount Lemmon Survey                 |
| 588606 | 2008 JG50                | 14 maggio 2008    | Spacewatch                          |
| 588607 | 2008 KU10                | 29 marzo 2008     | Spacewatch                          |
| 588608 | 2008 KZ13                | 11 ottobre 2001   | Spacewatch                          |
| 588609 | 2008 KU23                | 28 maggio 2008    | Spacewatch                          |
| 588610 | 2008 KL24                | 28 maggio 2008    | Spacewatch                          |
| 588611 | 2008 KH30                | 29 maggio 2008    | Spacewatch                          |
| 588612 | 2008 KY32                | 19 aprile 2002    | Spacewatch                          |
| 588613 | 2008 KO36                | 29 maggio 2008    | Mount Lemmon Survey                 |
| 588614 | 2008 KT36                | 29 maggio 2008    | Spacewatch                          |
| 588615 | 2008 KE38                | 3 maggio 2008     | Mount Lemmon Survey                 |
| 588616 | 2008 KW39                | 31 maggio 2008    | Spacewatch                          |
| 588617 | 2008 KZ39                | 31 maggio 2008    | Spacewatch                          |
| 588618 | 2008 KY43                | 14 ottobre 2013   | Mount Lemmon Survey                 |
| 588619 | 2008 KC44                | 28 settembre 2009 | CSS                                 |
| 588620 | 2008 KP44                | 24 febbraio 2012  | Mount Lemmon Survey                 |
| 588621 | 2008 KZ44                | 8 novembre 2010   | Mount Lemmon Survey                 |
| 588622 | 2008 KD45                | 17 gennaio 2018   | Pan-STARRS                          |
| 588623 | 2008 KY46                | 26 gennaio 2012   | Pan-STARRS                          |
| 588624 | 2008 KZ46                | 3 dicembre 2010   | Mount Lemmon Survey                 |
| 588625 | 2008 KX47                | 12 maggio 2012    | Mount Lemmon Survey                 |
| 588626 | 2008 KB48                | 8 settembre 2015  | Pan-STARRS                          |
| 588627 | 2008 KQ48                | 27 maggio 2008    | Spacewatch                          |
| 588628 | 2008 LF1                 | 28 aprile 2008    | Mount Lemmon Survey                 |
| 588629 | 2008 LK2                 | 3 giugno 2008     | Spacewatch                          |
| 588630 | 2008 LO7                 | 3 giugno 2008     | Spacewatch                          |
| 588631 | 2008 LM16                | 5 aprile 2008     | Spacewatch                          |
| 588632 | 2008 LL19                | 13 ottobre 2013   | Spacewatch                          |
| 588633 | 2008 LR19                | 19 gennaio 2012   | Spacewatch                          |
| 588634 | 2008 NU2                 | 6 giugno 2008     | Spacewatch                          |
| 588635 | 2008 NK3                 | 27 agosto 2003    | NEAT                                |
| 588636 | 2008 ON15                | 30 luglio 2008    | Mount Lemmon Survey                 |
| 588637 | 2008 OW16                | 28 luglio 2008    | Mount Lemmon Survey                 |
| 588638 | 2008 OW22                | 6 febbraio 2002   | R. Millis, M. W. Buie               |
| 588639 | 2008 OH26                | 14 ottobre 2013   | Spacewatch                          |
| 588640 | 2008 OU26                | 28 gennaio 2015   | Pan-STARRS                          |
| 588641 | 2008 OA27                | 9 febbraio 2014   | Spacewatch                          |
| 588642 | 2008 OJ28                | 31 gennaio 2015   | Pan-STARRS                          |
| 588643 | 2008 OO31                | 29 luglio 2008    | Mount Lemmon Survey                 |
| 588644 | 2008 OQ31                | 29 luglio 2008    | Spacewatch                          |
| 588645 | 2008 PA3                 | 3 agosto 2008     | F. Kugel                            |
| 588646 | 2008 PY13                | 10 agosto 2008    | Osservatorio astronomico di Maiorca |
| 588647 | 2008 PE20                | 7 agosto 2008     | Spacewatch                          |
| 588648 | 2008 PZ22                | 16 febbraio 2015  | Pan-STARRS                          |
| 588649 | 2008 PW23                | 7 agosto 2008     | Spacewatch                          |
| 588650 | 2008 PH24                | 11 agosto 2008    | R. Holmes                           |
| 588651 | 2008 PL24                | 7 agosto 2008     | Spacewatch                          |
| 588652 | 2008 QS                  | 23 agosto 2008    | R. Apitzsch                         |
| 588653 | 2008 QD11                | 26 agosto 2008    | Osservatorio astronomico di Maiorca |
| 588654 | 2008 QC23                | 26 agosto 2008    | LINEAR                              |
| 588655 | 2008 QK28                | 10 novembre 2004  | Spacewatch                          |
| 588656 | 2008 QF29                | 26 agosto 2008    | K. Sárneczky                        |
| 588657 | 2008 QW32                | 31 agosto 2008    | W. Bickel                           |
| 588658 | 2008 QC43                | 27 agosto 2008    | B. Mikuž                            |
| 588659 | 2008 QF49                | 14 giugno 2012    | Pan-STARRS                          |
| 588660 | 2008 RH6                 | 3 settembre 2008  | Spacewatch                          |
| 588661 | 2008 RO6                 | 20 agosto 2008    | Spacewatch                          |
| 588662 | 2008 RG13                | 24 agosto 2008    | Spacewatch                          |
| 588663 | 2008 RQ14                | 4 settembre 2008  | Spacewatch                          |
| 588664 | 2008 RJ15                | 24 agosto 2008    | Spacewatch                          |
| 588665 | 2008 RY19                | 4 settembre 2008  | Spacewatch                          |
| 588666 | 2008 RX50                | 29 luglio 2008    | Mount Lemmon Survey                 |
| 588667 | 2008 RT53                | 1 ottobre 2003    | Spacewatch                          |
| 588668 | 2008 RU62                | 4 settembre 2008  | Spacewatch                          |
| 588669 | 2008 RJ75                | 6 settembre 2008  | CSS                                 |
| 588670 | 2008 RY84                | 4 settembre 2008  | Spacewatch                          |
| 588671 | 2008 RX90                | 25 febbraio 2007  | Mount Lemmon Survey                 |
| 588672 | 2008 RF94                | 6 settembre 2008  | Spacewatch                          |
| 588673 | 2008 RA95                | 7 settembre 2008  | Mount Lemmon Survey                 |
| 588674 | 2008 RB111               | 3 settembre 2008  | Spacewatch                          |
| 588675 | 2008 RR114               | 6 settembre 2008  | Mount Lemmon Survey                 |
| 588676 | 2008 RE122               | 3 settembre 2008  | Spacewatch                          |
| 588677 | 2008 RU123               | 29 luglio 2008    | Spacewatch                          |
| 588678 | 2008 RP125               | 7 settembre 2008  | Mount Lemmon Survey                 |
| 588679 | 2008 RD126               | 9 settembre 2008  | Spacewatch                          |
| 588680 | 2008 RU135               | 3 settembre 2008  | Spacewatch                          |
| 588681 | 2008 RJ148               | 4 settembre 2008  | Spacewatch                          |
| 588682 | 2008 RD149               | 4 settembre 2008  | Spacewatch                          |
| 588683 | 2008 RH149               | 9 settembre 2008  | Mount Lemmon Survey                 |
| 588684 | 2008 RN149               | 7 febbraio 2011   | Mount Lemmon Survey                 |
| 588685 | 2008 RA150               | 5 settembre 2008  | Spacewatch                          |
| 588686 | 2008 RH150               | 6 settembre 2008  | Mount Lemmon Survey                 |
| 588687 | 2008 RC151               | 9 settembre 2008  | Spacewatch                          |
| 588688 | 2008 RQ151               | 3 settembre 2008  | Spacewatch                          |
| 588689 | 2008 RS151               | 7 settembre 2008  | Mount Lemmon Survey                 |
| 588690 | 2008 RD154               | 3 settembre 2008  | Spacewatch                          |
| 588691 | 2008 RO161               | 3 settembre 2008  | Spacewatch                          |
| 588692 | 2008 RV161               | 3 settembre 2008  | Spacewatch                          |
| 588693 | 2008 RN162               | 22 ottobre 2009   | Mount Lemmon Survey                 |
| 588694 | 2008 RQ162               | 29 luglio 2008    | Mount Lemmon Survey                 |
| 588695 | 2008 RT162               | 5 settembre 2008  | Spacewatch                          |
| 588696 | 2008 RN167               | 5 settembre 2008  | Spacewatch                          |
| 588697 | 2008 RO167               | 10 settembre 2008 | Spacewatch                          |
| 588698 | 2008 RV169               | 5 settembre 2008  | Spacewatch                          |
| 588699 | 2008 RO171               | 6 settembre 2008  | SSS                                 |
| 588700 | 2008 RG172               | 7 settembre 2008  | Mount Lemmon Survey                 |

## 588701–588800
| Nome   | Designazione provvisoria | Data di scoperta  | Scopritore               |
| ------ | ------------------------ | ----------------- | ------------------------ |
| 588701 | 2008 RU173               | 6 settembre 2008  | Mount Lemmon Survey      |
| 588702 | 2008 RJ174               | 3 settembre 2008  | Spacewatch               |
| 588703 | 2008 RR176               | 4 settembre 2008  | Spacewatch               |
| 588704 | 2008 RG178               | 6 settembre 2008  | Spacewatch               |
| 588705 | 2008 SF6                 | 11 novembre 2004  | Spacewatch               |
| 588706 | 2008 SM10                | 21 settembre 2008 | Mount Lemmon Survey      |
| 588707 | 2008 SM17                | 29 settembre 2005 | Mount Lemmon Survey      |
| 588708 | 2008 SP22                | 9 aprile 2003     | Spacewatch               |
| 588709 | 2008 SQ24                | 6 settembre 2008  | Spacewatch               |
| 588710 | 2008 SL31                | 20 settembre 2008 | Spacewatch               |
| 588711 | 2008 SE38                | 5 gennaio 2006    | Spacewatch               |
| 588712 | 2008 SP58                | 20 settembre 2008 | Spacewatch               |
| 588713 | 2008 SC62                | 21 settembre 2008 | Spacewatch               |
| 588714 | 2008 SA66                | 21 settembre 2008 | Mount Lemmon Survey      |
| 588715 | 2008 SY88                | 20 settembre 2008 | CSS                      |
| 588716 | 2008 SV91                | 10 agosto 2004    | A. Boattini, F. De Luise |
| 588717 | 2008 SE93                | 21 settembre 2008 | Spacewatch               |
| 588718 | 2008 SQ93                | 4 maggio 2006     | Spacewatch               |
| 588719 | 2008 SU111               | 7 settembre 2008  | Mount Lemmon Survey      |
| 588720 | 2008 ST121               | 22 settembre 2008 | Mount Lemmon Survey      |
| 588721 | 2008 SD137               | 23 settembre 2008 | Mount Lemmon Survey      |
| 588722 | 2008 SS140               | 24 settembre 2008 | Mount Lemmon Survey      |
| 588723 | 2008 SF144               | 8 gennaio 2006    | Mount Lemmon Survey      |
| 588724 | 2008 SK146               | 23 settembre 2008 | Spacewatch               |
| 588725 | 2008 SM169               | 24 aprile 2007    | Spacewatch               |
| 588726 | 2008 SE180               | 24 settembre 2008 | Mount Lemmon Survey      |
| 588727 | 2008 SQ190               | 25 settembre 2008 | Mount Lemmon Survey      |
| 588728 | 2008 SM207               | 27 settembre 2008 | Mount Lemmon Survey      |
| 588729 | 2008 SJ209               | 28 settembre 2008 | Mount Lemmon Survey      |
| 588730 | 2008 SO216               | 9 settembre 2008  | W. Bickel                |
| 588731 | 2008 SZ221               | 25 settembre 2008 | Mount Lemmon Survey      |
| 588732 | 2008 SC232               | 5 settembre 2008  | Spacewatch               |
| 588733 | 2008 SH232               | 28 settembre 2008 | Mount Lemmon Survey      |
| 588734 | 2008 SB233               | 28 settembre 2008 | Mount Lemmon Survey      |
| 588735 | 2008 SE233               | 28 settembre 2008 | Mount Lemmon Survey      |
| 588736 | 2008 SV252               | 20 settembre 2008 | Mount Lemmon Survey      |
| 588737 | 2008 ST264               | 25 settembre 2008 | Spacewatch               |
| 588738 | 2008 SX273               | 3 settembre 2008  | Spacewatch               |
| 588739 | 2008 SN276               | 23 settembre 2008 | Spacewatch               |
| 588740 | 2008 SB278               | 28 settembre 2008 | Mount Lemmon Survey      |
| 588741 | 2008 SD290               | 28 settembre 2008 | CSS                      |
| 588742 | 2008 ST290               | 23 settembre 2008 | CSS                      |
| 588743 | 2008 SM292               | 30 agosto 2008    | LINEAR                   |
| 588744 | 2008 SG311               | 29 settembre 2008 | Mount Lemmon Survey      |
| 588745 | 2008 SE314               | 20 settembre 2008 | Spacewatch               |
| 588746 | 2008 SO314               | 23 settembre 2008 | Spacewatch               |
| 588747 | 2008 SS314               | 29 settembre 2008 | Mount Lemmon Survey      |
| 588748 | 2008 SW315               | 24 settembre 2008 | Mount Lemmon Survey      |
| 588749 | 2008 SN317               | 1 aprile 2011     | Mount Lemmon Survey      |
| 588750 | 2008 SE325               | 2 gennaio 2012    | Mount Lemmon Survey      |
| 588751 | 2008 SH328               | 21 settembre 2008 | Mount Lemmon Survey      |
| 588752 | 2008 ST329               | 25 settembre 2008 | Spacewatch               |
| 588753 | 2008 SW331               | 25 settembre 2008 | Spacewatch               |
| 588754 | 2008 SC332               | 21 gennaio 2015   | Pan-STARRS               |
| 588755 | 2008 SR332               | 13 ottobre 2012   | CSS                      |
| 588756 | 2008 SE333               | 23 settembre 2008 | Mount Lemmon Survey      |
| 588757 | 2008 SN336               | 25 settembre 2008 | Spacewatch               |
| 588758 | 2008 SM337               | 27 novembre 2013  | Spacewatch               |
| 588759 | 2008 SL341               | 28 settembre 2008 | Mount Lemmon Survey      |
| 588760 | 2008 SP341               | 28 settembre 2008 | Mount Lemmon Survey      |
| 588761 | 2008 SZ343               | 24 settembre 2008 | Mount Lemmon Survey      |
| 588762 | 2008 SO345               | 24 settembre 2008 | Spacewatch               |
| 588763 | 2008 SV348               | 23 settembre 2008 | Spacewatch               |
| 588764 | 2008 TW                  | 1 ottobre 2008    | CSS                      |
| 588765 | 2008 TV11                | 19 settembre 2008 | Spacewatch               |
| 588766 | 2008 TT12                | 1 ottobre 2008    | Mount Lemmon Survey      |
| 588767 | 2008 TG71                | 2 ottobre 2008    | Spacewatch               |
| 588768 | 2008 TA72                | 2 ottobre 2008    | Spacewatch               |
| 588769 | 2008 TV72                | 2 ottobre 2008    | Spacewatch               |
| 588770 | 2008 TD86                | 3 ottobre 2008    | Mount Lemmon Survey      |
| 588771 | 2008 TQ91                | 23 settembre 2008 | R. A. Tucker             |
| 588772 | 2008 TV108               | 6 ottobre 2008    | Mount Lemmon Survey      |
| 588773 | 2008 TQ120               | 29 settembre 2008 | CSS                      |
| 588774 | 2008 TA151               | 2 settembre 2008  | Spacewatch               |
| 588775 | 2008 TG151               | 2 marzo 2006      | Spacewatch               |
| 588776 | 2008 TE154               | 9 ottobre 2008    | Mount Lemmon Survey      |
| 588777 | 2008 TR154               | 20 novembre 2003  | Spacewatch               |
| 588778 | 2008 TF174               | 2 ottobre 2008    | Spacewatch               |
| 588779 | 2008 TV186               | 8 ottobre 2008    | Spacewatch               |
| 588780 | 2008 TY193               | 7 ottobre 2008    | Spacewatch               |
| 588781 | 2008 TF194               | 28 dicembre 2011  | Spacewatch               |
| 588782 | 2008 TM194               | 6 ottobre 2008    | Mount Lemmon Survey      |
| 588783 | 2008 TZ194               | 6 ottobre 2008    | Spacewatch               |
| 588784 | 2008 TB195               | 6 settembre 2008  | Spacewatch               |
| 588785 | 2008 TJ195               | 8 ottobre 2008    | Spacewatch               |
| 588786 | 2008 TN195               | 4 dicembre 2013   | Pan-STARRS               |
| 588787 | 2008 TS196               | 1 ottobre 2008    | Mount Lemmon Survey      |
| 588788 | 2008 TZ196               | 1 ottobre 2008    | Mount Lemmon Survey      |
| 588789 | 2008 TL198               | 29 settembre 2008 | Spacewatch               |
| 588790 | 2008 TM198               | 2 ottobre 2008    | Mount Lemmon Survey      |
| 588791 | 2008 TX201               | 9 ottobre 2008    | CSS                      |
| 588792 | 2008 TE204               | 22 ottobre 2017   | Mount Lemmon Survey      |
| 588793 | 2008 TC206               | 15 febbraio 2010  | Mount Lemmon Survey      |
| 588794 | 2008 TO211               | 1 gennaio 2014    | Mount Lemmon Survey      |
| 588795 | 2008 TS211               | 10 ottobre 2008   | Spacewatch               |
| 588796 | 2008 TZ211               | 1 novembre 2010   | Spacewatch               |
| 588797 | 2008 TW216               | 8 ottobre 2008    | Spacewatch               |
| 588798 | 2008 TK218               | 9 ottobre 2008    | Mount Lemmon Survey      |
| 588799 | 2008 TQ219               | 1 ottobre 2008    | Mount Lemmon Survey      |
| 588800 | 2008 TJ225               | 10 ottobre 2008   | Spacewatch               |

## 588801–588900
| Nome   | Designazione provvisoria | Data di scoperta  | Scopritore                |
| ------ | ------------------------ | ----------------- | ------------------------- |
| 588801 | 2008 TF228               | 7 ottobre 2008    | Mount Lemmon Survey       |
| 588802 | 2008 US1                 | 18 ottobre 2008   | P. Mortfield              |
| 588803 | 2008 UK9                 | 20 ottobre 2003   | Spacewatch                |
| 588804 | 2008 UW15                | 18 ottobre 2008   | Spacewatch                |
| 588805 | 2008 UJ16                | 7 ottobre 2004    | Spacewatch                |
| 588806 | 2008 UJ44                | 30 gennaio 2006   | Spacewatch                |
| 588807 | 2008 UA45                | 20 ottobre 2008   | Mount Lemmon Survey       |
| 588808 | 2008 UH46                | 20 ottobre 2008   | Spacewatch                |
| 588809 | 2008 UU49                | 23 gennaio 2006   | Spacewatch                |
| 588810 | 2008 UF50                | 30 aprile 2006    | Spacewatch                |
| 588811 | 2008 UL56                | 24 settembre 2008 | Spacewatch                |
| 588812 | 2008 UP65                | 21 ottobre 2008   | Spacewatch                |
| 588813 | 2008 UD84                | 23 ottobre 2008   | Spacewatch                |
| 588814 | 2008 UU86                | 23 ottobre 2008   | Mount Lemmon Survey       |
| 588815 | 2008 UD92                | 1 ottobre 2008    | CSS                       |
| 588816 | 2008 UZ102               | 6 ottobre 2008    | Spacewatch                |
| 588817 | 2008 UQ107               | 21 ottobre 2008   | Mount Lemmon Survey       |
| 588818 | 2008 UN115               | 22 ottobre 2008   | Spacewatch                |
| 588819 | 2008 UV120               | 22 ottobre 2008   | Spacewatch                |
| 588820 | 2008 UC122               | 22 ottobre 2008   | Spacewatch                |
| 588821 | 2008 UF123               | 7 luglio 2003     | Spacewatch                |
| 588822 | 2008 UK123               | 22 ottobre 2008   | Spacewatch                |
| 588823 | 2008 UD125               | 22 ottobre 2008   | Spacewatch                |
| 588824 | 2008 UO130               | 23 ottobre 2008   | Spacewatch                |
| 588825 | 2008 UY158               | 23 ottobre 2008   | Spacewatch                |
| 588826 | 2008 UP171               | 24 ottobre 2008   | Spacewatch                |
| 588827 | 2008 UE174               | 24 ottobre 2008   | Spacewatch                |
| 588828 | 2008 UQ176               | 24 ottobre 2008   | Mount Lemmon Survey       |
| 588829 | 2008 UR178               | 24 ottobre 2008   | Mount Lemmon Survey       |
| 588830 | 2008 UL190               | 25 ottobre 2008   | Spacewatch                |
| 588831 | 2008 UR194               | 26 ottobre 2008   | Mount Lemmon Survey       |
| 588832 | 2008 UV204               | 30 settembre 2008 | CSS                       |
| 588833 | 2008 UT206               | 2 dicembre 2005   | Osservatorio di Mauna Kea |
| 588834 | 2008 UD214               | 24 ottobre 2008   | CSS                       |
| 588835 | 2008 UO223               | 18 settembre 2003 | Spacewatch                |
| 588836 | 2008 UA225               | 25 ottobre 2008   | Spacewatch                |
| 588837 | 2008 UL231               | 8 ottobre 2008    | Mount Lemmon Survey       |
| 588838 | 2008 UJ235               | 9 ottobre 2008    | Spacewatch                |
| 588839 | 2008 UE237               | 26 ottobre 2008   | Spacewatch                |
| 588840 | 2008 UC241               | 26 ottobre 2008   | Spacewatch                |
| 588841 | 2008 UF257               | 9 ottobre 2008    | CSS                       |
| 588842 | 2008 UC261               | 27 ottobre 2008   | Mount Lemmon Survey       |
| 588843 | 2008 UQ265               | 28 ottobre 2008   | Spacewatch                |
| 588844 | 2008 UE272               | 26 marzo 2006     | Spacewatch                |
| 588845 | 2008 UJ274               | 2 ottobre 2008    | Mount Lemmon Survey       |
| 588846 | 2008 UV274               | 28 ottobre 2008   | Spacewatch                |
| 588847 | 2008 UV277               | 2 febbraio 2006   | Spacewatch                |
| 588848 | 2008 UA280               | 28 ottobre 2008   | Mount Lemmon Survey       |
| 588849 | 2008 UR298               | 29 ottobre 2008   | Spacewatch                |
| 588850 | 2008 UW305               | 30 ottobre 2008   | Spacewatch                |
| 588851 | 2008 UJ308               | 30 ottobre 2008   | Spacewatch                |
| 588852 | 2008 UX311               | 29 settembre 2008 | Mount Lemmon Survey       |
| 588853 | 2008 UL318               | 31 ottobre 2008   | Mount Lemmon Survey       |
| 588854 | 2008 UY318               | 31 ottobre 2008   | Mount Lemmon Survey       |
| 588855 | 2008 UO326               | 18 aprile 2015    | Pan-STARRS                |
| 588856 | 2008 UE352               | 27 ottobre 2008   | Spacewatch                |
| 588857 | 2008 UJ367               | 5 maggio 2006     | Mount Lemmon Survey       |
| 588858 | 2008 UQ372               | 2 ottobre 2008    | Spacewatch                |
| 588859 | 2008 UW374               | 1 febbraio 2005   | Spacewatch                |
| 588860 | 2008 UF375               | 1 ottobre 2008    | CSS                       |
| 588861 | 2008 UW376               | 17 dicembre 1999  | Spacewatch                |
| 588862 | 2008 UE377               | 21 ottobre 2008   | Mount Lemmon Survey       |
| 588863 | 2008 UO377               | 30 ottobre 2008   | Mount Lemmon Survey       |
| 588864 | 2008 US377               | 22 marzo 2015     | Pan-STARRS                |
| 588865 | 2008 UD378               | 29 aprile 2011    | Mount Lemmon Survey       |
| 588866 | 2008 UE378               | 29 maggio 2012    | Mount Lemmon Survey       |
| 588867 | 2008 UH378               | 8 maggio 2011     | Mount Lemmon Survey       |
| 588868 | 2008 UQ378               | 24 ottobre 2008   | Spacewatch                |
| 588869 | 2008 UZ378               | 6 aprile 2011     | Mount Lemmon Survey       |
| 588870 | 2008 UC379               | 27 ottobre 2008   | Mount Lemmon Survey       |
| 588871 | 2008 UQ379               | 20 marzo 2010     | SSS                       |
| 588872 | 2008 UE380               | 28 marzo 2011     | Mount Lemmon Survey       |
| 588873 | 2008 UQ381               | 26 settembre 2017 | Pan-STARRS                |
| 588874 | 2008 UA384               | 26 ottobre 2008   | Mount Lemmon Survey       |
| 588875 | 2008 UP389               | 26 settembre 2017 | Pan-STARRS                |
| 588876 | 2008 UP390               | 23 settembre 2008 | Mount Lemmon Survey       |
| 588877 | 2008 US390               | 24 ottobre 2008   | Spacewatch                |
| 588878 | 2008 UJ392               | 17 agosto 2012    | Pan-STARRS                |
| 588879 | 2008 UW395               | 18 ottobre 2017   | Pan-STARRS                |
| 588880 | 2008 UC396               | 30 settembre 2017 | Pan-STARRS                |
| 588881 | 2008 UY396               | 15 febbraio 2015  | Pan-STARRS                |
| 588882 | 2008 UA397               | 20 gennaio 2015   | Pan-STARRS                |
| 588883 | 2008 UY400               | 9 maggio 2011     | Mount Lemmon Survey       |
| 588884 | 2008 UZ404               | 25 ottobre 2008   | Spacewatch                |
| 588885 | 2008 UM405               | 28 ottobre 2008   | Spacewatch                |
| 588886 | 2008 UR407               | 28 ottobre 2008   | Mount Lemmon Survey       |
| 588887 | 2008 US414               | 29 ottobre 2008   | Spacewatch                |
| 588888 | 2008 VO6                 | 1 novembre 2008   | Mount Lemmon Survey       |
| 588889 | 2008 VS7                 | 24 settembre 2008 | Mount Lemmon Survey       |
| 588890 | 2008 VU25                | 2 novembre 2008   | Spacewatch                |
| 588891 | 2008 VU26                | 2 novembre 2008   | Spacewatch                |
| 588892 | 2008 VT27                | 2 novembre 2008   | Spacewatch                |
| 588893 | 2008 VJ30                | 2 novembre 2008   | Spacewatch                |
| 588894 | 2008 VY30                | 2 novembre 2008   | Mount Lemmon Survey       |
| 588895 | 2008 VV47                | 20 settembre 2003 | Spacewatch                |
| 588896 | 2008 VG48                | 3 novembre 2008   | Mount Lemmon Survey       |
| 588897 | 2008 VX81                | 2 novembre 2008   | Mount Lemmon Survey       |
| 588898 | 2008 VQ83                | 2 novembre 2008   | Mount Lemmon Survey       |
| 588899 | 2008 VR83                | 20 novembre 2003  | NEAT                      |
| 588900 | 2008 VX83                | 26 agosto 2012    | Pan-STARRS                |

## 588901–589000
| Nome   | Designazione provvisoria | Data di scoperta  | Scopritore                   |
| ------ | ------------------------ | ----------------- | ---------------------------- |
| 588901 | 2008 VZ83                | 14 febbraio 2010  | Mount Lemmon Survey          |
| 588902 | 2008 VB84                | 21 marzo 2015     | Pan-STARRS                   |
| 588903 | 2008 VU85                | 1 novembre 2008   | Mount Lemmon Survey          |
| 588904 | 2008 VS86                | 28 gennaio 2015   | Pan-STARRS                   |
| 588905 | 2008 VZ87                | 7 luglio 2016     | Osservatorio SONEAR          |
| 588906 | 2008 VL90                | 28 novembre 2013  | Mount Lemmon Survey          |
| 588907 | 2008 VU91                | 24 agosto 2012    | Spacewatch                   |
| 588908 | 2008 VH92                | 20 agosto 2001    | Osservatorio di Cerro Tololo |
| 588909 | 2008 VT94                | 27 settembre 2008 | Mount Lemmon Survey          |
| 588910 | 2008 VA95                | 1 novembre 2008   | Mount Lemmon Survey          |
| 588911 | 2008 VN97                | 2 novembre 2008   | Mount Lemmon Survey          |
| 588912 | 2008 VX99                | 7 novembre 2008   | Mount Lemmon Survey          |
| 588913 | 2008 WB8                 | 19 aprile 2006    | Spacewatch                   |
| 588914 | 2008 WW37                | 17 novembre 2008  | Spacewatch                   |
| 588915 | 2008 WW82                | 24 febbraio 2006  | Spacewatch                   |
| 588916 | 2008 WH84                | 2 maggio 2006     | Spacewatch                   |
| 588917 | 2008 WC91                | 21 settembre 2008 | Spacewatch                   |
| 588918 | 2008 WU108               | 5 maggio 2006     | Spacewatch                   |
| 588919 | 2008 WS130               | 17 novembre 2008  | Spacewatch                   |
| 588920 | 2008 WX142               | 20 novembre 2008  | Spacewatch                   |
| 588921 | 2008 WH143               | 20 novembre 2008  | Spacewatch                   |
| 588922 | 2008 WT144               | 21 novembre 2008  | Mount Lemmon Survey          |
| 588923 | 2008 WR145               | 16 febbraio 2015  | Pan-STARRS                   |
| 588924 | 2008 WN149               | 25 maggio 2015    | Pan-STARRS 2                 |
| 588925 | 2008 WB151               | 18 settembre 2012 | Mount Lemmon Survey          |
| 588926 | 2008 WA157               | 19 novembre 2008  | Mount Lemmon Survey          |
| 588927 | 2008 WL157               | 21 novembre 2008  | Mount Lemmon Survey          |
| 588928 | 2008 WP158               | 20 novembre 2008  | Spacewatch                   |
| 588929 | 2008 XE10                | 2 dicembre 2008   | Mount Lemmon Survey          |
| 588930 | 2008 XG12                | 3 novembre 2008   | Mount Lemmon Survey          |
| 588931 | 2008 XX22                | 20 novembre 2008  | Spacewatch                   |
| 588932 | 2008 XH24                | 10 settembre 2007 | Mount Lemmon Survey          |
| 588933 | 2008 XX24                | 4 dicembre 2008   | Mount Lemmon Survey          |
| 588934 | 2008 XD28                | 29 ottobre 2003   | I. dell'Antonio, D. Wittman  |
| 588935 | 2008 XC34                | 29 ottobre 2008   | Spacewatch                   |
| 588936 | 2008 XC41                | 2 dicembre 2008   | Spacewatch                   |
| 588937 | 2008 XN44                | 3 dicembre 2008   | Mount Lemmon Survey          |
| 588938 | 2008 XE51                | 24 novembre 2008  | Spacewatch                   |
| 588939 | 2008 XO57                | 1 dicembre 2008   | Mount Lemmon Survey          |
| 588940 | 2008 XV57                | 3 dicembre 2008   | Mount Lemmon Survey          |
| 588941 | 2008 XW57                | 17 settembre 2012 | Mount Lemmon Survey          |
| 588942 | 2008 XG59                | 8 dicembre 2008   | Mount Lemmon Survey          |
| 588943 | 2008 XA64                | 1 gennaio 2014    | Spacewatch                   |
| 588944 | 2008 XZ65                | 3 dicembre 2008   | Mount Lemmon Survey          |
| 588945 | 2008 XG66                | 7 dicembre 2008   | Mount Lemmon Survey          |
| 588946 | 2008 YC4                 | 22 dicembre 2008  | F. Hormuth                   |
| 588947 | 2008 YW11                | 30 novembre 2008  | Spacewatch                   |
| 588948 | 2008 YX17                | 21 dicembre 2008  | Mount Lemmon Survey          |
| 588949 | 2008 YB20                | 19 dicembre 2003  | Spacewatch                   |
| 588950 | 2008 YS24                | 24 maggio 2003    | Spacewatch                   |
| 588951 | 2008 YE34                | 20 dicembre 2008  | Osservatorio Lulin           |
| 588952 | 2008 YB37                | 16 agosto 2002    | Spacewatch                   |
| 588953 | 2008 YL43                | 19 novembre 2008  | Mount Lemmon Survey          |
| 588954 | 2008 YX43                | 1 dicembre 2008   | Spacewatch                   |
| 588955 | 2008 YD46                | 8 ottobre 2007    | Mount Lemmon Survey          |
| 588956 | 2008 YK63                | 30 dicembre 2008  | Mount Lemmon Survey          |
| 588957 | 2008 YD70                | 29 dicembre 2008  | Mount Lemmon Survey          |
| 588958 | 2008 YW70                | 29 dicembre 2008  | Mount Lemmon Survey          |
| 588959 | 2008 YL77                | 30 dicembre 2008  | Mount Lemmon Survey          |
| 588960 | 2008 YJ80                | 30 dicembre 2008  | Mount Lemmon Survey          |
| 588961 | 2008 YS82                | 31 dicembre 2008  | Spacewatch                   |
| 588962 | 2008 YM86                | 5 dicembre 2008   | Spacewatch                   |
| 588963 | 2008 YX92                | 29 dicembre 2008  | Spacewatch                   |
| 588964 | 2008 YZ92                | 5 marzo 2002      | SDSS Collaboration           |
| 588965 | 2008 YK95                | 29 dicembre 2008  | Spacewatch                   |
| 588966 | 2008 YZ102               | 21 dicembre 2008  | Mount Lemmon Survey          |
| 588967 | 2008 YW129               | 31 dicembre 2008  | Spacewatch                   |
| 588968 | 2008 YO132               | 1 ottobre 2003    | Spacewatch                   |
| 588969 | 2008 YQ132               | 31 dicembre 2008  | Mount Lemmon Survey          |
| 588970 | 2008 YM134               | 4 dicembre 2008   | Spacewatch                   |
| 588971 | 2008 YA136               | 21 ottobre 2003   | NEAT                         |
| 588972 | 2008 YC138               | 4 dicembre 2008   | Mount Lemmon Survey          |
| 588973 | 2008 YY139               | 30 dicembre 2008  | Spacewatch                   |
| 588974 | 2008 YP140               | 30 dicembre 2008  | Mount Lemmon Survey          |
| 588975 | 2008 YR140               | 9 settembre 2007  | Spacewatch                   |
| 588976 | 2008 YV153               | 21 dicembre 2008  | Mount Lemmon Survey          |
| 588977 | 2008 YX164               | 30 dicembre 2008  | CSS                          |
| 588978 | 2008 YH176               | 30 dicembre 2008  | Mount Lemmon Survey          |
| 588979 | 2008 YS176               | 31 dicembre 2008  | Mount Lemmon Survey          |
| 588980 | 2008 YT176               | 8 ottobre 2012    | Pan-STARRS                   |
| 588981 | 2008 YO177               | 3 ottobre 2011    | PMO NEO                      |
| 588982 | 2008 YA182               | 21 dicembre 2008  | Spacewatch                   |
| 588983 | 2008 YC184               | 12 marzo 2014     | Mount Lemmon Survey          |
| 588984 | 2008 YJ185               | 22 dicembre 2008  | Mount Lemmon Survey          |
| 588985 | 2008 YL189               | 1 dicembre 2003   | Spacewatch                   |
| 588986 | 2008 YD190               | 29 dicembre 2008  | Spacewatch                   |
| 588987 | 2008 YF193               | 10 ottobre 2007   | Mount Lemmon Survey          |
| 588988 | 2009 AQ5                 | 1 gennaio 2009    | Spacewatch                   |
| 588989 | 2009 AX8                 | 2 gennaio 2009    | Spacewatch                   |
| 588990 | 2009 AT10                | 2 gennaio 2009    | Mount Lemmon Survey          |
| 588991 | 2009 AN11                | 13 settembre 2007 | Mount Lemmon Survey          |
| 588992 | 2009 AS13                | 2 gennaio 2009    | Mount Lemmon Survey          |
| 588993 | 2009 AD14                | 26 novembre 2003  | Spacewatch                   |
| 588994 | 2009 AZ23                | 14 settembre 2002 | Spacewatch                   |
| 588995 | 2009 AC27                | 2 gennaio 2009    | Spacewatch                   |
| 588996 | 2009 AY29                | 21 dicembre 2008  | Spacewatch                   |
| 588997 | 2009 AY39                | 14 ottobre 2007   | Mount Lemmon Survey          |
| 588998 | 2009 AJ40                | 11 aprile 2005    | Spacewatch                   |
| 588999 | 2009 AV52                | 15 gennaio 2009   | Spacewatch                   |
| 589000 | 2009 AP54                | 28 agosto 2014    | Pan-STARRS                   |